# Amsterdam Dance Event
Das Amsterdam Dance Event (ADE) ist ein kombiniertes Musikfestival und eine Konferenz mit Fokus auf elektronische Tanzmusik, die seit 1996 in Amsterdam, Niederlande, stattfindet. Diese jährliche Veranstaltung bietet ein Tages- und Nacht-Programm. Tagsüber ist es eine Plattform zum Informationsaustausch der elektronischen Musikindustrie. Das Tagesprogramm besteht aus verschiedenen Konferenzen, Vorträgen, Workshops und Demonstrationen der wichtigsten Akteure aus der Welt der elektronischen Musik. Nachts findet das Amsterdam Dance Event in Clubs und anderen Unterhaltungsorten mit bekannten DJs und Musikern aus dem In- und Ausland statt. Veranstalter des ADE ist die niederländische Musikverwertungsgesellschaft BumaStemra.
Die Veranstaltung wird organisiert durch die „Amsterdam Dance Event Foundation“ und bietet ein volles Programm an Tages-Konferenzen neben einem nächtlichen Musik-Festival mit mehr als 300 Veranstaltungen in über 50 Clubs verteilt in Amsterdam.

## Geschichte
Die Geschichte des ADE begann im Jahr 1996 als dreitägige Konferenz. Sie wurde von 300 Delegierten und 30 aktiven DJs besucht und fand zunächst im De Balie, einem Theater und Zentrum für Politik, Kultur und Medien in Amsterdam statt. Die nächtlichen Veranstaltungen fanden an drei Orten statt, dem Paradiso (Amsterdam), dem Melkweg und dem Club Escape. Die Veranstaltung begann am Mittwoch mit „ADE Pro“ und „ADE-Universität“, dem Musik & Bits-Konferenzprogramm, sowie dem „DJ Cook-Off“, zu dem auch DJ und Produzent Seth Troxler aus Kalamazoo in Michigan gewonnen werden konnte. Das ADE umfasst neben der Veranstaltung auch die Preisverleihung der „Top 100 DJs“.

### 2011
Die Veranstaltung 2011 fand mit über 700 DJs und Acts in 52 verschiedenen Clubs in Amsterdam statt. Neben den 130.000 Besuchern wurde das Festival auch von rund 3000 Musik-Profis besucht. Während des Amsterdam Dance Events fand auch die Verleihung des „DJ Mag Top 100“-Preises für den 1. Platz statt. Dieser ging an den DJ David Guetta.

### 2012
Die Veranstaltung fand mit 1700 Künstlern und DJs an 5 Tagen (17. bis 21. Oktober) in 75 Clubs und anderen Veranstaltungsorten statt. Sie hatte 200.000 Besucher. Erstmals fand ADE Playground statt. Dies ist ein „Spielplatz“ für aktive Musikliebhaber mit Music Showcases, DJ-Workshops, Theater- und Filmvorstellungen oder In-Store-Auftritten. Während des Amsterdam Dance Event fand auch die Verleihung des „DJ Mag Top 100“-Preises für den 1. Platz statt. Diesen errang der DJ Armin van Buuren.

### 2013
Die 18. Veranstaltung fand mit 2156 nationalen und internationalen Künstler und DJs sowie 300 Einzelveranstaltungen an 5 Tagen (16. bis 20.10.) in 80 Clubs und anderen Veranstaltungsorten statt. Sie hatte 300.000 Besucher und 5000 Konferenzbesucher. Lt. fazmag 300.000 Besucher, 90 Locations in ganz Amsterdam, 400 Partys, 25. Geburtstag der Dance- und Clubkultur. Das offizielle 2013 ADE Festival Magazin. Während der DJMag Top 100 Show fand die Bekanntgabe der „DJ Mag Top 100“-Umfrage am Samstag statt. Hardwell war der DJ, der den 1. Preis erhielt. Der Preisträger wurde von Giorgio Moroder präsentiert.
Unter den Künstlern/DJs waren: Adam Beyer (SE), Afrojack (NL), Armin van Buuren (NL), Black Coffee (ZA), Calvin Harris (GB), Carl Cox (GB), Carl Craig (US), Chris Liebing (DE), Chuckie (NL), Danny Tenaglia (US), David Guetta (FR), DJ Shadow (US), Goldfish (ZA), Gui Boratto (BR), Guy Gerber (IL), Henrik Schwarz (DE), Joris Voorn (NL), Laurent Garnier (FR), Maceo Plex (US), Martyn (NL), Maya Jane Coles (GB), Michael Mayer (DE), Nina Kraviz (RU), Paul Oakenfold (GB), Pete Tong (GB), Richie Hawtin (CA), Seth Troxler (US), Solomun (DE), Tiësto (NL) und viele andere. Inspirierende und einflussreiche Sprecher der ausverkauften Konferenz waren: Nile Rodgers (US), Duncan Stutterheim (ID&T, NL), Giorgio Moroder (US), Bob Lefsetz (US), Armin van Buuren (NL), Richie Hawtin (CA), Kyle Hopkins (Microsoft/Xbox, US), Tiësto (NL), Nate Auerbach (Tumblr, US) und viele weitere. Neu war das Forum „ADE Green“, eine erfolgreiche gemeinsame Initiative von ID & T und ADE. „ADE Playground“ kombiniert „electronic music lifestyle“ mit einer einzigartigen Reihe von Film-, Kunst- und Pop-up-Ereignissen sowie Programmen von weltweit führenden Software- und Hardware-Marken. Offizielle Fakten: 300.000 Festival Besucher, 5000 Konferenzbesucher, 5500 Playground-Besucher, 115 Clubs & Veranstaltungsorte, 300 Events, 2156 Künstler, 460 Journalisten & Medienvertreter, 317 Sprecher, 75 Nationen. In dem Jahr war die ADE geprägt durch „25 Jahre Tanzmusik in den Niederlanden“. Hierzu fanden mehrere Initiativen wie die Präsentation des Buches Mary Go Wild, Club-Events, In- und Outdoor-Ausstellungen und viele Vorträge und Filmvorführungen statt.

### 2014
Vom 15. bis 19. Oktober fand das 19. ADE in Amsterdam statt.

### 2022
Nach aufgrund der Pandemie stark modifiziertem Programm in den beiden vorhergehenden Jahren (u. a. Absage der Konferenz, Online-Ersatzformate, Partys am Tag, da die Clubs ab Mitternacht geschlossen waren etc.), fand das ADE 2022 vom 19. bis 23. Oktober wieder in normaler Form statt.

### 2023
Auf dem Programm der 28. Ausgabe des ADE standen 2.900 Künstler und Sprecher, darunter Afrojack, Armin van Buuren, Grandmaster Flash und Martin Garrix.

## Programm
Das ADE Pro Tagesprogramm findet um das „Felix Meritis“ und dem „Dylan Hotel“, beides an der Keizersgracht gelegen, statt. Die „Music & Bits/Start-Up“ Zone im „De Balie“. „ADE-Universität“, ein Programm für angehende Experten aus der Musikbranche findet in Leidseplein statt. Das Festival beinhaltet das Hard Dance Event (HDE) im Melkweg mit den härteren Stilrichtungen der Elektronischen Musik. ADE öffnet seine Türen auch für nicht-professionelle Musiker bei „ADE Next“, bei dem angehende Künstler und Produzenten eingeladen sind, sich face-to-face mit einigen der weltweit beliebtesten und gefragtesten Künstlern, DJs und Produzenten zu treffen, um Meinungen und Anregungen zu ihren Arbeiten zu erhalten. Die neueste Initiative der Veranstaltung ist das im Jahr 2011 gestartete „ADE Playground“ als ein Schaufenster über neue Technologien. Seit 2012 präsentiert es unerwartete Ereignisse, Überraschung bei den Auftritten die tagsüber stattfinden. Beispielsweise von Top-DJs, spezielle Produktlinien, Filmvorführungen oder Rabatten in Geschäften und Bars. Im Jahr 2012 wurde offiziell bekannt gegeben, dass das ADE von einer Vier-Tages-Veranstaltung aufgrund der schnell wachsenden Zahl der „Nacht“-Veranstaltungen am Sonntag auf fünf Tage verlängert wird. Die nächtlichen Line-ups bieten über 2.000 DJs und Künstler sowie eine Auswahl der anstehenden lokalen und internationalen Talenten, mit insgesamt mehr als 300.000 Clubbern. Zu den berühmtesten DJs, die bei ADE aufgetreten sind, zählen Armin van Buuren (NL), David Guetta (FR), Chuckie (NL), Laidback Luke (NL), Fatboy Slim (GB), Richie Hawtin (CA), Afrojack (NL), Paul van Dyk (DE), Junkie XL (NL) und Chase & Status (GB).